# Fanaloza
Fanaloza S.A. es una empresa de origen chileno fundada en 1899 cuya principal actividad se basa en la fabricación y comercialización de productos de baño y cocina.
Fue nacionalmente conocida por la producción de un particular plato con un paisaje en tonalidad azulina, el «Plato Willow».

## Historia
Se originó en 1899, cuando la fábrica se instaló en Penco, en un principio, para la producción de ladrillos. En 1927 surgió la Fábrica Nacional de Loza (Fanaloza) que el 4 de julio de 1930 se transformó en la Fábrica Nacional de Loza-Penco.

## Controversias
El 12 de abril de 1990 quedó al descubierto el fraude tributario más grande sufrido por el Estado de Chile hasta ese momento: el empresario Feliciano Palma, en ese entonces dueño de Cerámicas Lozapenco, había defraudado al fisco con más de US$ 46 millones.

## Relacionado
- Deportes Lozapenco